# 長崎県道237号小ヶ倉田上線
長崎県道237号小ヶ倉田上線（ながさきけんどう237ごう こがくらたがみせん）は、長崎県長崎市を通る一般県道である。

## 概要
長崎市小ヶ倉町2丁目から長崎市田上1丁目に至る。
山側を通る県道で、長崎市道古河町上戸町線と共に、海側を迂回する国道499号のバイパスの役割を果たすため、交通量は多い。

### 路線データ
- 起点：長崎県長崎市小ヶ倉町2丁目（小ヶ倉交差点、国道499号交点）
- 終点：長崎県長崎市田上1丁目（田上交差点、国道324号交点）
- 総延長：6.5 km

## 道路施設

### 道路施設

#### 橋梁
- 小ヶ倉橋（長崎市）
- 蓑上橋（鹿の尾川、長崎市）
- 上戸橋（鹿の尾川、長崎市）
- 出雲橋（長崎市）
- 星取橋（長崎市）
- 八景橋（長崎市）

## 地理

### 通過する自治体
- 長崎市

### 交差する道路
| 交差する道路                                    | 交差する場所  | 交差する場所        |
| ----------------------------------------------- | ------------- | ------------------- |
| 国道499号                                       | 小ヶ倉町2丁目 | 小ヶ倉交差点 / 起点 |
| 長崎県道51号長崎南環状線 / ながさき女神大橋道路 | 新戸町2丁目   | 新戸町IC            |
| 国道324号                                       | 田上1丁目     | 田上交差点 / 終点   |

### 沿線
- 長崎市立小ヶ倉小学校
- 活水女子大学新戸町キャンパス
- 女神大橋
- 長崎市立戸町中学校
- 鍋冠山
- 長崎県立長崎南高等学校